# Schwanfeld
Schwanfeld – miejscowość i gmina w Niemczech, w kraju związkowym Bawaria, w rejencji Dolna Frankonia, w regionie Main-Rhön, w powiecie Schweinfurt, siedziba wspólnoty administracyjnej Schwanfeld. Leży około 15 km na południowy zachód od Schweinfurtu.

## Współpraca
Miejscowości partnerskie:
- Aubigny-Les Clouzeaux, Francja
- Mühleberg, Szwajcaria

## Oświata
(na 1999)

W gminie znajduje się 100 miejsc przedszkolnych (z 86 dziećmi) oraz 2 szkoły podstawowe (31 nauczycieli, 544 uczniów).